# Příbram IV
Příbram IV gradska je četvrt grada Příbrama. Prema popisu stanovništva iz 2001. godine, u četvrti živi 1.755 stanovnika na 373 prijavljene adrese. 
Površina četvrti iznosi 16,8 km², a poštanski broj glasi 261 01.
Četvrt obuhvaća područje zapadno od centra grada, na lijevoj obali potoka Příbrama. U četvrti prometuju vlakovi i autobusi.

## Vanjske poveznice
- (češ.) (engl.) (njem.) Službene stranice grada i općine Příbram